# Федерация кубинских женщин
Федерация кубинских женщин (исп. Federación de Mujeres Cubanas, FMC) — женская организация Республики Куба, одна из самых массовых общественных организаций страны.

## История
Федерация была создана 23 августа 1960 года в результате объединения нескольких ранее существовавших женских организаций и объединений, на должность руководителя была избрана Вильма Эспин, возглавлявшая её на протяжении более 45 лет.
После бомбардировок кубинских аэродромов 15 апреля 1961 года и высадки на побережье подготовленной США "бригады 2506"  Федерация кубинских женщин начала мобилизацию девушек и женщин страны в Общество Красного Креста, они стали медсестрами, санитарками и сиделками при раненых, поступавших из района боевых действий у Плайя-Хирон.
15 ноября 1961 года началось издание журнала «Mujeres» — официального печатного органа ФТК.
27 сентября - 1 октября 1962 года состоялся 1-й национальный конгресс ФКЖ, который подвел итоги двух первых лет работы организации и утвердил план на будущее.
В 1972 году Федерация объединяла 1,6 млн человек, в 1979 году - 2,4 млн. человек.
В августе 1981 года организация была награждена премией ЮНЕСКО имени Н. К. Крупской за достижения в ликвидации неграмотности среди женщин страны и значительный вклад в создание общегосударственной системы образования.
В 1984 году в организации состояло 2765 тыс. человек, в 1988 году - 3,3 млн. человек, в 1992 году - 3,4 млн человек.